# 이단 (래퍼)
이단(1997년 6월 29일 ~ )은 대한민국의 래퍼, 모델이다.

## 방송
- PRODUCE X 101 (2019) - 발표순위 96위

## 음반
- Deep Dawn (2020)
- your side (2021)

## 경력
- 2018 S/S 서울패션위크 오디너리피플, 그리디어스 모델 (2017)

## 기타
- UNC <Winsome> (2021) - 피처링/작사
- 제제, 이정욱 <사랑마려워> (2021) - 피처링/작사